# Мазанув
Мазанув (пол. Mazanów) — село в Польщі, у гміні Юзефув-над-Віслою Опольського повіту Люблінського воєводства.
Населення — 439 осіб (2011).

## Демографія
Демографічна структура станом на 31 березня 2011 року:
|          | Загалом | Допрацездатний вік | Працездатний вік | Постпрацездатний вік |
| -------- | ------- | ------------------ | ---------------- | -------------------- |
| Чоловіки | 225     | 39                 | 162              | 24                   |
| Жінки    | 214     | 40                 | 128              | 46                   |
| Разом    | 439     | 79                 | 290              | 70                   |